# Julian Rufidis
Julian Rufidis (* 6. Juli 2000 in Hannover) ist ein deutsch-griechischer Fußballspieler.

## Karriere
Rufidis begann mit dem Fußballspielen beim TSV Havelse. Im Sommer 2015 wechselte er in die Jugendabteilung von Hannover 96. Für seinen Verein bestritt er 39 Spiele in der A-Junioren-Bundesliga, bei denen ihm drei Tore gelangen. Im Sommer 2019 wurde er in den Kader der zweiten Mannschaft in der Regionalliga Nord aufgenommen, wechselte allerdings, ohne ein Ligaspiel bestritten zu haben, bereits im August ligaintern zurück zu seinem Jugendverein nach Havelse. In der Saison 2020/21 gelang Rufidis mit seiner Mannschaft der Aufstieg in die 3. Liga nach zwei 1:0-Siegen über den 1. FC Schweinfurt 05. Am 14. August 2021, dem 3. Spieltag, gab er schließlich sein Profidebüt bei der 1:3-Heimniederlage gegen den 1. FC Magdeburg, wobei er in der 89. Spielminute für Yannik Jaeschke eingewechselt wurde. Insgesamt bestritt er neun Drittligaspiele und stieg mit der Mannschaft am Saisonende wieder zurück in die Regionalliga ab, wo er sich in der anschließenden Saison 2022/23 als Stammspieler durchsetzen konnte.

## Erfolge
- Niedersachsenpokal-Sieger: 2019/20
- Aufstieg in die 3. Liga: 2020/21